# Réole
Réole é uma comuna francesa na região administrativa da Nova Aquitânia, no departamento da Gironda. Estende-se por uma área de 12,53 km². Em 2010 a comuna tinha 4 437 habitantes (densidade: 354,1 hab./km²).